# Islas Monach
Las islas Monach (en inglés: Monach Islands), también conocidas como Heisker (en gaélico escocés: Eilean Heisgeir), forman un archipiélago al oeste de North Uist, en las Hébridas Exteriores de Escocia.
Las islas llevan despobladas desde 1948, pero llegaron a estar habitadas por más de 100 personas durante siglos hasta 1810.
Las islas principales de Ceann Ear (que antaño albergó una abadía), Ceann Iar y Hearnish están todas conectadas en bajamar. Se dice también que hubo un tiempo en que era posible caminar hasta Baleshare, y hasta North Uist en marea baja.
Las islas son una Reserva Nacional natural de Escocia y son conocidas por su población de foca gris, albergando además numerosas aves marinas y una rica flora.
Las islas albergan un pequeño faro automatizado, construido para reemplazar uno más antiguo en 1943.
Las islas más pequeñas del grupo incluyen Deasker, Shillay y Stockay.